# 希德尼特 (北卡羅萊納州)
希德尼特（英語：Hiddenite）是位於美國北卡羅萊納州亞歷山大縣的普查規定居民點。

## 人口
根據2020年美國人口普查的數據，希德尼特的面積為4.14平方千米，當中陸地面積為4.12平方千米，而水域面積為0.02平方千米。當地共有人口507人，而人口密度為每平方千米122.46人。